# قائمة أنهار لبنان
يوجد في لبنان ستة عشر نهرا كلها غير صالحة للملاحة.

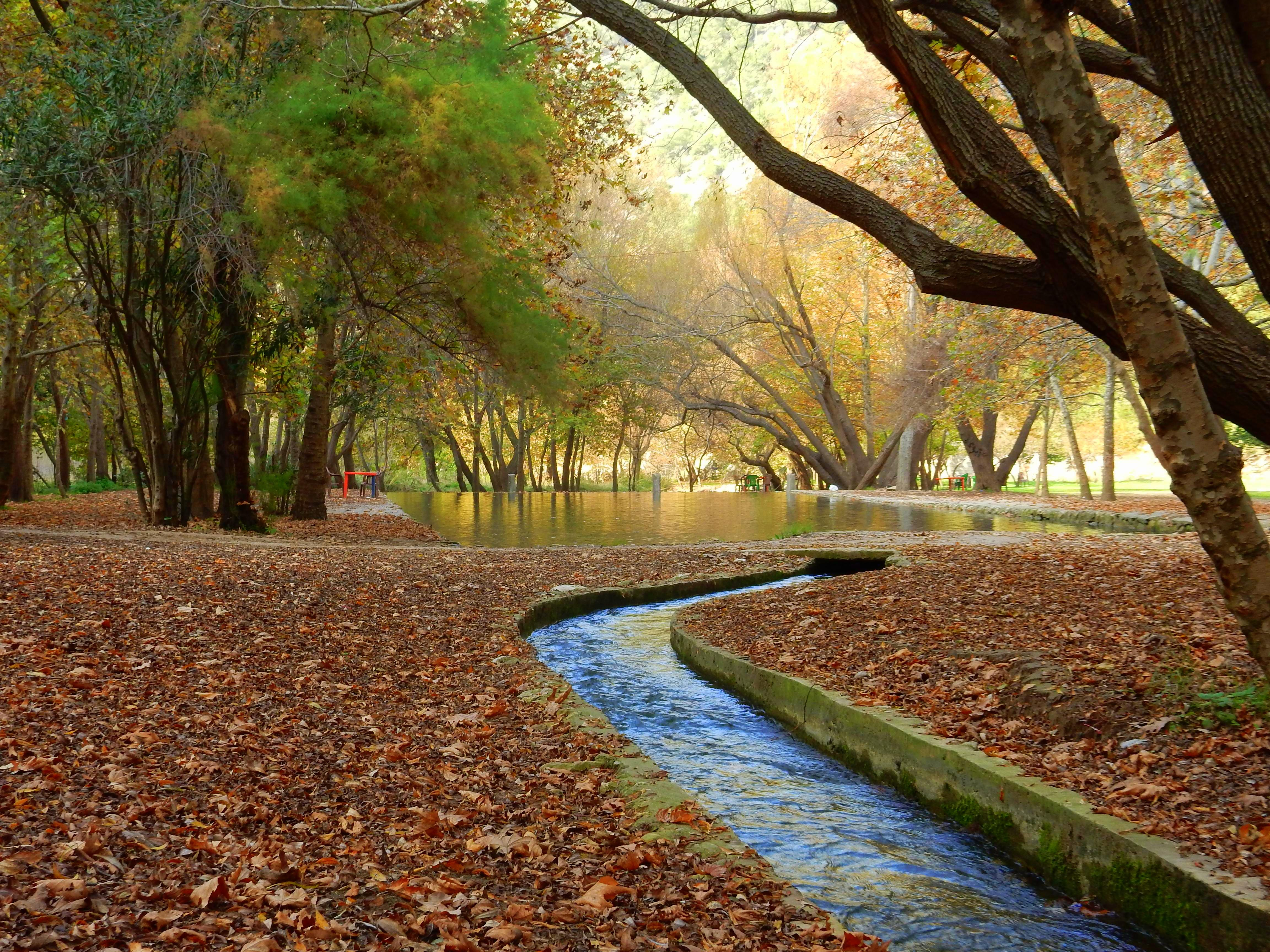
أنهار لبنان

## الأنهار الساحلية
الأنهار الساحلية أو أنهار السفوح الغربية: هناك ثلاثة عشر نهرا ساحليا هي أنهار ذات مجرى قصير و تصب في البحر الأبيض المتوسط و هي:
1. نهر الكبير الجنوبي
2. نهر أسطوان
3. نهر عرقا
4. نهر البارد
5. نهر أبو علي (نهر قاديشا)
6. نهر الجوز
7. نهر إبراهيم
8. نهر الكلب
9. نهر بيروت
10. نهر الدامور
11. نهر الأولي
12. نهر سينيق
13. نهر الزهراني
14. نهر القاسمية

## الأنهار داخلية
الأنهار داخلية: هناك ثلاثة أنهار داخلية هي:
1. نهر الليطاني
2. نهر العاصي
3. نهر الحاصباني